# Stéphane Simian
Stéphane Simian (* 8. Juni 1967 in Le Pontet, Département Vaucluse) ist ein ehemaliger französischer Tennisspieler.

## Karriere
Simian wurde 1991 Tennisprofi und stand bereits im darauf folgenden Jahr in seinem ersten Einzelfinale auf der ATP World Tour. In Tel Aviv unterlag er jedoch in drei Sätzen Jeff Tarango. Seine größten Erfolge hatte er im Jahr 1994, als er in Doha und Seoul jeweils den Turniersieg erringen konnte sowie zusammen mit Ken Flach im Finale von Delray Beach stand. Sein zweites und zugleich letztes Finale im Einzel erreichte er 1996 in Rosmalen; dort unterlag er Richey Reneberg glatt in zwei Sätzen.
Auf der ATP Challenger Tour gewann er fünf Doppel- und zwei Einzeltitel. Seine höchsten Notierungen in der ATP-Weltrangliste erreichte er 1993 mit Position 41 im Einzel sowie 1994 mit Position 56 im Doppel.
Sein bestes Einzelergebnis bei einem Grand-Slam-Turnier war das Erreichen der dritten Runde der Australian Open und der French Open. In der Doppelkonkurrenz stand er 1994 an der Seite von Jean-Philippe Fleurian im Achtelfinale der French Open.

## Turniersiege
| Legende                       |
| Grand Slam                    |
| Tennis Masters Cup            |
| ATP Masters Series            |
| ATP International Series Gold |
| ATP International Series (2)  |

### Doppel
| Nr. | Datum          | Turnier | Belag     | Partner          | Finalgegner                   | Ergebnis      |
| --- | -------------- | ------- | --------- | ---------------- | ----------------------------- | ------------- |
| 1   | 9. Januar 1994 | Doha    | Hartplatz | Olivier Delaître | Shelby Cannon Byron Talbot    | 6:3, 6:3      |
| 2   | 24. April 1994 | Seoul   | Hartplatz | Kenny Thorne     | Kent Kinnear Sébastien Lareau | 6:4, 3:6, 7:5 |